# マチェッロ
マチェッロ（伊: Macello）は、イタリア共和国ピエモンテ州トリノ県にある、人口約1,200人の基礎自治体（コムーネ）。

## 地理

### 位置・広がり

#### 隣接コムーネ
隣接するコムーネは以下の通り。
- ブリアスコ
- カヴール
- ガルツィリアーナ
- ピネローロ
- ヴィゴーネ